# Stanisław Wagner
Stanisław Wagner (* 11. November 1947 in Storkówko) ist ein ehemaliger polnischer Sprinter.
1969 wurde er bei den Leichtathletik-Europameisterschaften in Athen Vierter in der 4-mal-100-Meter-Staffel.
Bei den Olympischen Spielen 1972 wurde er Sechster in der 4-mal-100-Meter-Staffel und erreichte über 100 m das Viertelfinale.
Seine persönliche Bestzeit über 100 m von 10,2 s stellte er am 27. Juni 1972 in Warschau auf.